# 윤영균
윤영균(1984년 4월 6일 ~ )은 대한민국의 배우이다.

## 영화
- 《맹부삼천지교》 (2004년) - 노방 역
- 《청춘은 참혹하다》 (2009년)
- 《주유소 습격사건 2》 (2010년) - 폭주족 5 역
- 《파파로티》 (2013년) - 배달청년 역
- 《캐치미》 (2013년) - 사채업자 팀장 역
- 《찌라시: 위험한 소문》 (2014년) - 번개 역
- 《몬스터》 (2014년) - 덩어리삼인조 역
- 《여배우》 (2014년) - 매니저 역
- 《급한 사람들》 (2014년) - 민욱 역
- 《내 심장을 쏴라》 (2015년) - 전봇대 역
- 《헬머니》 (2015년) - 예선남 역
- 《차이나타운》 (2015년) - 치도부하 2 역
- 《간신》 (2015년) - 내금위장 역
- 《우기》 (2015년)
- 《오빠생각》 (2016년) - 덩치 2 역
- 《탐정 홍길동: 사라진 마을》 (2016년) - 최태정 역
- 《바운티 헌터스: 현상금사냥꾼》 (2016년) - 엄삼부하 역
- 《불한당: 나쁜 놈들의 세상》 (2017년) - 재호패거리 2 역
- 《여배우는 오늘도》 (2017년) - 1막-매니저 역
- 《대장 김창수》 (2017년) - 벌방죄수 역
- 《그것만이 내 세상》 (2018년) - 파출소 경찰 역
- 《안시성》 (2018년) - 막덕 역
- 《마약왕》 (2018년) - 서수곤수하 역
- 《말모이》 (2019년) - 판수패거리 안동 역
- 《악인전》 (2019년) - 신참요원 역
- 《도굴》 (2020년) - 독사파 패거리 3 역
- 《보이스》 (2021년) - 천 본부장 부하 역
- 《관계의 일변》 (2023년) - 민욱 역 (급한 사람들)